# Yapi Kredi Bank
Yapi Kredi Bank (Yapi ve Kredi Bankasi A.Ş., waarbij twee van de letters i ook wel als ı (jota) worden geschreven: Yapı ve Kredi Bankası A.Ş.) is een Turkse bank die op 9 september 1944 is opgericht. Er werken wereldwijd meer dan 10.000 mensen. De bank heeft dochterbanken in Nederland en Azerbeidzjan, en een geassocieerde bank in Zwitserland.

## Yapi Kredi Bank Nederland N.V.
Yapi Kredi Bank Nederland N.V. is een Nederlandse bank die een dochteronderneming is van de Turkse bank. Het hoofdkantoor is gevestigd in Amsterdam. De bank heeft een eigen Nederlandse bankvergunning en valt onder toezicht van De Nederlandsche Bank en onder het Nederlandse depositogarantiestelsel.